# Kliment Voroșilov
Acest articol se referă la Mareșalul Uniunii Sovietice, K. E. Voroșilov.  Pentru alte sensuri, vedeți Voroșilov (dezambiguizare).
Kliment Efremovici Voroșilov (în limba rusă Климент Ефремович Ворошилов, pronunție audioⓘ; n. 23 ianuarie/4 februarie 1881, Verhnee⁠(d), Gubernia Ekaterinoslav, Imperiul Rus – d. 2 decembrie 1969, Moscova, RSFS Rusă, URSS) a fost un comandant militar și politician sovietic.

## Biografie
Voroșilov s-a născut în Verhneie, lângă Ekaterinoslav (astăzi Dnipropetrovsk), Ucraina, în Imperiul Rus. A aderat la mișcarea bolșevică în 1903. După victoria revoluției din 1917, a devenit membru al guvernului provizoriu ucrainean și comisar al afacerilor interne. În timpul războiului civil, a organizat apărarea orașului Țarițîn, unde l-a cunoscut pe Stalin, căruia i-a devenit prieten și aliat politic de nădejde.

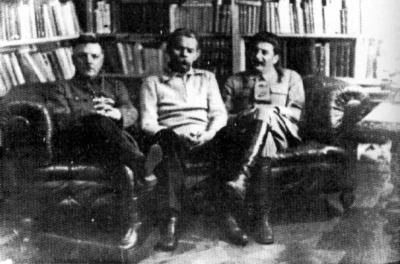
Voroşilov, Gorki, Stalin (de la stânga la dreapta) într-o fotografie din 1931.

Voroșilov a fost ales membru al CC al PCUS în 1921, rămânând membru cu drepturi depline până în 1961. În 1925, după moartea lui Mihail Frunze, Voroșilov a fost numit comisar al poporului pentru afacerile armatei și marinei și președinte al Sovietului Militar Revoluționar al URSS, ultim post pe care l-a ocupat până în 1934. A devenit membru plin al Biroului Politic în 1936 și a rămas în acestă funcție până în 1960. A fost profund implicat în acțiunile de epurare inițiate de Stalin la sfârșitul celui de-al patrulea deceniu al secolului trecut. Cariera sa militară a avut numai de câștigat de pe urma îndepărtării din funcție și a lichidării mareșalului Mihail Tuhacevski.
Voroșilov a fost numit comisar al poporului pentru apărare în 1934 și a fost avansat la gradul de mareșal al Uniunii Sovietice în 1935. În al doilea război mondial, Voroșilov a fost membru al Consiliului de Stat pentru Apărare. A fost comandantul trupelor sovietice în războiului sovieto-finlandez din noiembrie 1939 până în ianuarie 1940, dar, din cauza incompetenței sale, Armata Roșie a suferit pierderi mari. Nikita Hrușciov avea o părere foarte proastă despre Voroșilov, pe care îl caracteriza drept "cel mai mare sac cu rahat din armată".
După declanșarea invaziei naziste a Uniunii Sovietice din iunie 1941, Voroșilov a fost numit comandant al frontului de nord-vest, dar, în ciuda bravurii personale – la un moment dat a condus personal un contraatac împotriva tancurilor germane –, a eșuat în încercarea de a preveni încercuirea Leningradului și a fost schimbat din funcție. Datorită vechii camaraderii cu Stalin, a supraviețuit disgrației în care a căzut, spre deosebire de alți comandanți militari mai puțin norocoși, care au plătit cu viața pentru înfrângerile de pe câmpul de luptă. În 1945 – 1947 a fost însărcinat cu supravegherea instaurării orânduirii comuniste în Ungaria.
În 1952, Voroșilov a fost numit membru al Prezidiului CC al PCUS. Moartea lui Stalin din 1953 a adus mari schimbări în conducerea PCUS, Voroșilov fiind numit în martie președinte al Prezidiului Sovietului Suprem (funcție echivalentă cu cea de președinte al Uniunii Sovietice), avându-i în subordine pe Nikita Hrușciov ca prim secretar al PCUS și pe Gheorghi Malenkov ca premier al Uniunii Sovietice. Voroșilov, Hrușciov și Malenkov au pus la cale arestarea lui Lavrenti Beria, unul dintre cei mai apropiați colaboratori al lui Stalin și unul dintre executanții epurărilor staliniste. După denunțarea de către Hrușciov a crimelor staliniste (1956), Voroșilov s-a alăturat temporar facțiunii conservatoare a lui Malenkov, Lazar Kaganovici și Viaceslav Molotov, (așa numitul "grup antipartinic"), în încercarea din 1957 de răsturnare de la putere a lui Hrușciov. Voroșilov a schimbat la timp tabăra, alăturându-se lui Hrușciov, supraviețuind politic înfrângerea "grupului antipartinic”.
La 7 mai 1960, Sovietul Suprem i-a aprobat lui Voroșilov "cererea de retragere" și l-a ales pe Leonid Brejnev președinte al Prezidiului (președinte al statului). Comitetul Central l-a eliberat pe mareșal și din funcția de membru al prezidiului PCUS (cum fusese redenumit Biroul Politic în 1952) la 16 iulie 1960. În octombrie 1961, a fost desăvârșită înfrângerea sa politică la lucrările celui de al XXII-lea congres al PCUS, când a fost exclus din Comitetul Central al partidului.
După căderea lui Hrușciov, Brejnev l-a reactivat pe Voroșilov, oferindu-i o poziție decorativă. Mareșalul a fost reales membru al CC în 1966 și i-a fost acordat un al doilea titlu de Erou al Uniunii Sovietice (1968). Voroșilov a fost decorat de 8 ori cu Ordinul Lenin. A murit în 1969 la Moscova.
Seria de tancuri KV, folosite în cel de-al doilea război mondial, au primit ca denumire numele mareșalului. Două orașe au primit numele său: Voroșilovgrad în Ucraina (redenumit acum Luhansk) și Voroșilov în Orientul Îndepărtat Sovietic (redenumit Ussuriisk). Academia de Tancuri a Armatei Roșii din Moscova a purtat de asemenea într-o perioadă numele mareșalului.